# Soulles
Soulles és un municipi francès situat al departament de la Manche i a la regió de Normandia. L'any 2007 tenia 426 habitants.

## Demografia

### Població
El 2007 la població de fet de Soulles era de 426 persones. Hi havia 173 famílies de les quals 41 eren unipersonals (29 homes vivint sols i 12 dones vivint soles), 70 parelles sense fills i 62 parelles amb fills.
La població ha evolucionat segons el següent gràfic:
Habitants censats

### Habitatges
El 2007 hi havia 217 habitatges, 175 eren l'habitatge principal de la família, 25 eren segones residències i 17 estaven desocupats. 216 eren cases i 1 era un apartament. Dels 175 habitatges principals, 129 estaven ocupats pels seus propietaris, 43 estaven llogats i ocupats pels llogaters i 2 estaven cedits a títol gratuït; 1 tenia una cambra, 2 en tenien dues, 27 en tenien tres, 45 en tenien quatre i 100 en tenien cinc o més. 123 habitatges disposaven pel capbaix d'una plaça de pàrquing. A 74 habitatges hi havia un automòbil i a 87 n'hi havia dos o més.

### Piràmide de població
La piràmide de població per edats i sexe el 2009 era:
| Homes | Edats   | Dones |
| ----- | ------- | ----- |
| 0     | 95 o +  | 0     |
| 4     | 90 a 94 | 0     |
| 0     | 85 a 89 | 12    |
| 0     | 80 a 84 | 0     |
| 4     | 75 a 79 | 4     |
| 20    | 70 a 74 | 20    |
| 4     | 65 a 69 | 12    |
| 16    | 60 a 64 | 12    |
| 12    | 55 a 59 | 16    |
| 0     | 50 a 54 | 12    |
| 4     | 45 a 49 | 4     |
| 24    | 40 a 44 | 24    |
| 24    | 35 a 39 | 16    |
| 8     | 30 a 34 | 8     |
| 16    | 25 a 29 | 4     |
| 4     | 20 a 24 | 20    |
| 24    | 15 a 19 | 4     |
| 20    | 10 a 14 | 12    |
| 12    | 5 a 9   | 8     |
| 12    | 0 a 4   | 12    |

## Economia
El 2007 la població en edat de treballar era de 292 persones, 226 eren actives i 66 eren inactives. De les 226 persones actives 214 estaven ocupades (120 homes i 94 dones) i 11 estaven aturades (3 homes i 8 dones). De les 66 persones inactives 27 estaven jubilades, 24 estaven estudiant i 15 estaven classificades com a «altres inactius».

### Ingressos
El 2009 a Soulles hi havia 180 unitats fiscals que integraven 469 persones, la mediana anual d'ingressos fiscals per persona era de 15.951 €.

### Activitats econòmiques
Dels 9 establiments que hi havia el 2007, 2 eren d'empreses de fabricació d'altres productes industrials, 2 d'empreses de construcció, 1 d'una empresa de transport, 1 d'una empresa immobiliària, 2 d'empreses de serveis i 1 d'una empresa classificada com a «altres activitats de serveis».
Dels 4 establiments de servei als particulars que hi havia el 2009, 2 eren tallers de reparació d'automòbils i de material agrícola i 2 fusteries.
L'any 2000 a Soulles hi havia 43 explotacions agrícoles que ocupaven un total de 966 hectàrees.

## Poblacions més properes
El següent diagrama mostra les poblacions més properes.